# 516
Раннє Середньовіччя. У Східній Римській імперії триває правління Анастасія I. Наймогутнішими державами в Європі є Остготське королівство на Апеннінському півострові, де править Теодоріх Великий, та Франкське королівство, розділене на 4 частини між синами Хлодвіга. У Західній Галлії встановилося Бургундське королівство.
Іберію та частину Галлії займає Вестготське королівство, Північну Африку — Африканське королівство вандалів та аланів, у Тисо-Дунайській низовині лежить Королівство гепідів.
У Китаї період Північних та Південних династій. На півдні править династія Лян, на півночі — Північна Вей. В Індії правління імперії Гуптів. У Японії триває період Ямато. У Персії править династія Сассанідів.
На території лісостепової України в VI столітті виділяють пеньківську й празьку археологічні культури. VI століття стало початком швидкого розселення слов'ян. У Північному Причорномор'ї співіснують різні кочові племена, зокрема гуни, сармати, булгари, алани.

## Події
- Королем Бургундського королівства після смерті батька Гундобада став Сігізмунд.
- Франки під проводом Теодеберта I розбили шведських готів (гаутів), що спробували висадитися на нижньому Рейні. За легендою в цій битві на боці гаутів брав участь Беовульф.

## Народились
- Аталаріх, король остготів.